# Aarlen
Aarlen (Frans: Arlon; Duits en Luxemburgs: Arel) is een stad in en tevens de hoofdstad van de Belgische provincie Luxemburg. De stad telt ruim 31.000 inwoners (die Aarlenaars worden genoemd) en is daarmee de kleinste en meest zuidelijke Belgische provinciehoofdstad. Met Tongeren en Doornik wordt Aarlen beschouwd als de oudste stad van België.

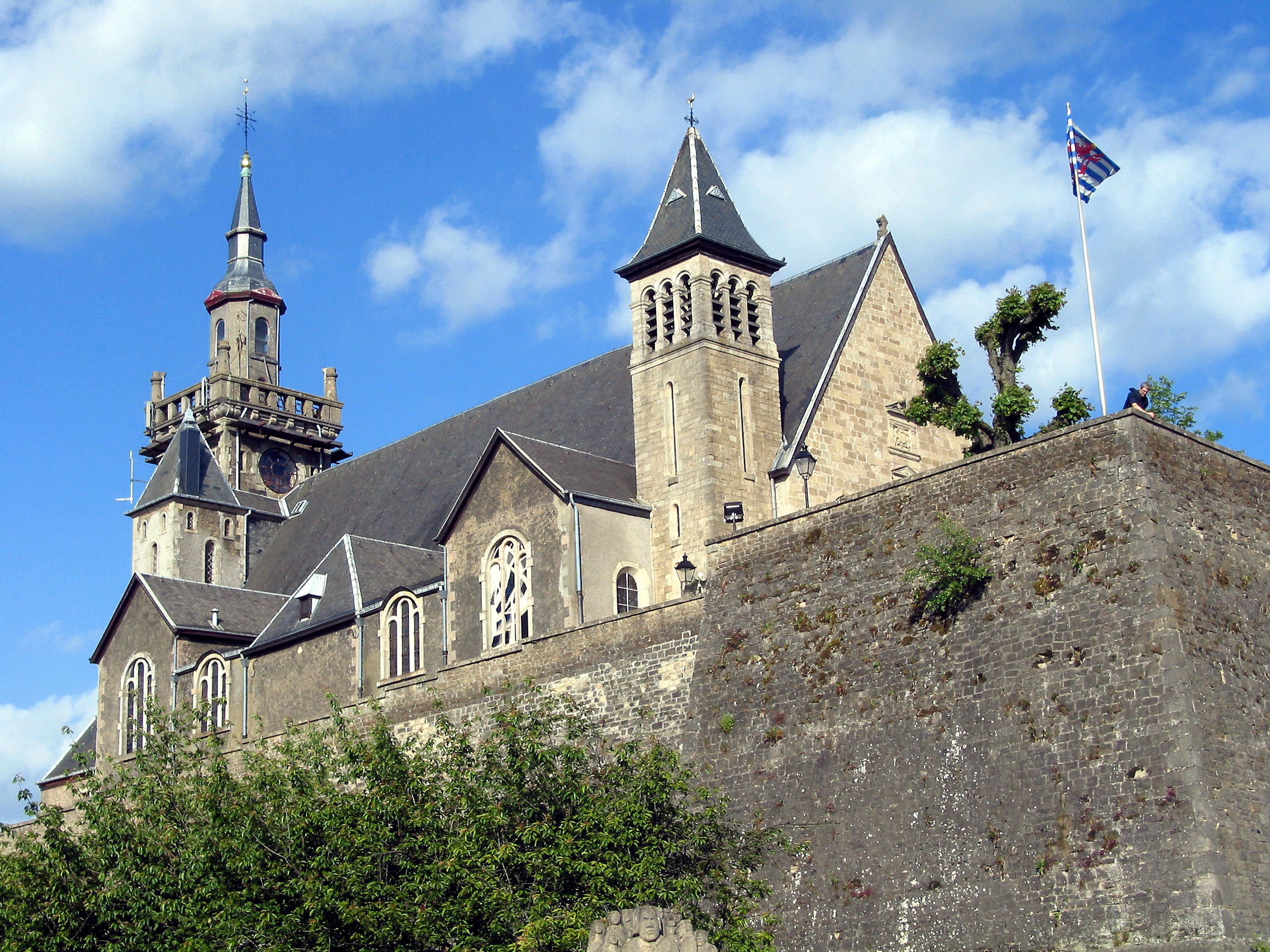
Sint-Donatuskerk (17e eeuw)

## Kernen

### Deelgemeenten
| # | Naam             | Opp. (km²) | Inwoners (2020) | Inwoners per km² | NIS-code |
| - | ---------------- | ---------- | --------------- | ---------------- | -------- |
| 1 | Aarlen           | 8,94       | 15.962          | 1.786            | 81001A   |
| 2 | Autelbas-Barnich | 24,16      | 2.547           | 105              | 81001B   |
| 3 | Heinsch          | 39,07      | 5.457           | 140              | 81001C   |
| 4 | Bonnert          | 17,81      | 4.814           | 270              | 81001D   |
| 5 | Guirsch          | 8,32       | 272             | 33               | 81001E   |
| 6 | Toernich         | 20,77      | 1.009           | 49               | 81001F   |

### Overige kernen
| - Autelhaut - Fouches - Frassem - Freylange - Heckbous - Sampont | - Schoppach - Sesselich - Stehnen - Stockem - Seymerich | - Udange - Viville - Waltzing - Weyler |

## Geschiedenis
Reeds vóór de Romeinse verovering was er een Keltische nederzetting. Het Romeinse stadje Orolaunum bevond zich op het kruispunt van wegen die Reims, Trier en Keulen met elkaar verbonden. Bij opgravingen zijn er veel voorwerpen uit de Gallo-Romeinse periode gevonden, waarvan er de nodige in het Archeologisch Museum worden tentoongesteld.
Door het huwelijk van hertog Hendrik I van Limburg met de erfdochter van de graaf van Aarlen kwam het graafschap Aarlen in het bezit van het hertogdom Limburg. Na de dood van Walram III van Limburg in 1226 kwam Aarlen aan zijn jongste zoon, Hendrik V van Luxemburg.
In 1830 nam het groothertogdom Luxemburg deel aan de Belgische Revolutie, behalve Luxemburg-stad, waar het Pruisische garnizoen in de citadel dat verhinderde. Het provinciale bestuur werd daarom in Aarlen gevestigd. Dat bleef zo toen het Verdrag van Londen in 1839, na negen jaar Belgisch bewind, het groothertogdom opsplitste langs taalkundige lijnen. Om strategische redenen werd Aarlen tezamen met het Franstalige westen van Luxemburg aan België toegewezen, ofschoon er in het Land van Aarlen hetzelfde Frankisch-Duitse dialect werd gesproken als in het groothertogdom. De stad Aarlen is in de loop van de 19e eeuw verfranst en de dorpen eromheen geruime tijd later. Veelal verdween het Luxemburgs er in de nasleep van de Tweede Wereldoorlog.

## Bezienswaardigheden
- Archeologisch Museum: collectie van Gallo-Romeins beeldhouwwerk, aardewerk en dergelijke
- Musée Gaspar: museum gewijd aan de werken van de in Aarlen geboren beeldhouwer Jean Gaspar (1861-1931)
- Sint-Donatuskerk, gelegen boven op de centrale heuvel "Knipchen". Oorspronkelijk bevond zich hier een kasteel, dat in 1552 door de Fransen werd verwoest. De kerk werd in de 17e eeuw op de ruïnes van het kasteel gebouwd.
- Joods kerkhof, deel uit gemeentelijk kerkhof. De grootste Joodse begraafplaats van Wallonië.
- Sint-Maartenskerk. Een van 1907 - 1914 in opdracht van koning Leopold II gebouwde kerk in neogotische stijl met een toren van niet minder dan 97 meter hoog.
- Neptunustoren en Jupitertoren, twee Romeinse torenoverblijfselen van de omwalling van het castrum
- Bron van de rivier de Semois.
- Kasteel van Barnich
- Tankmonument

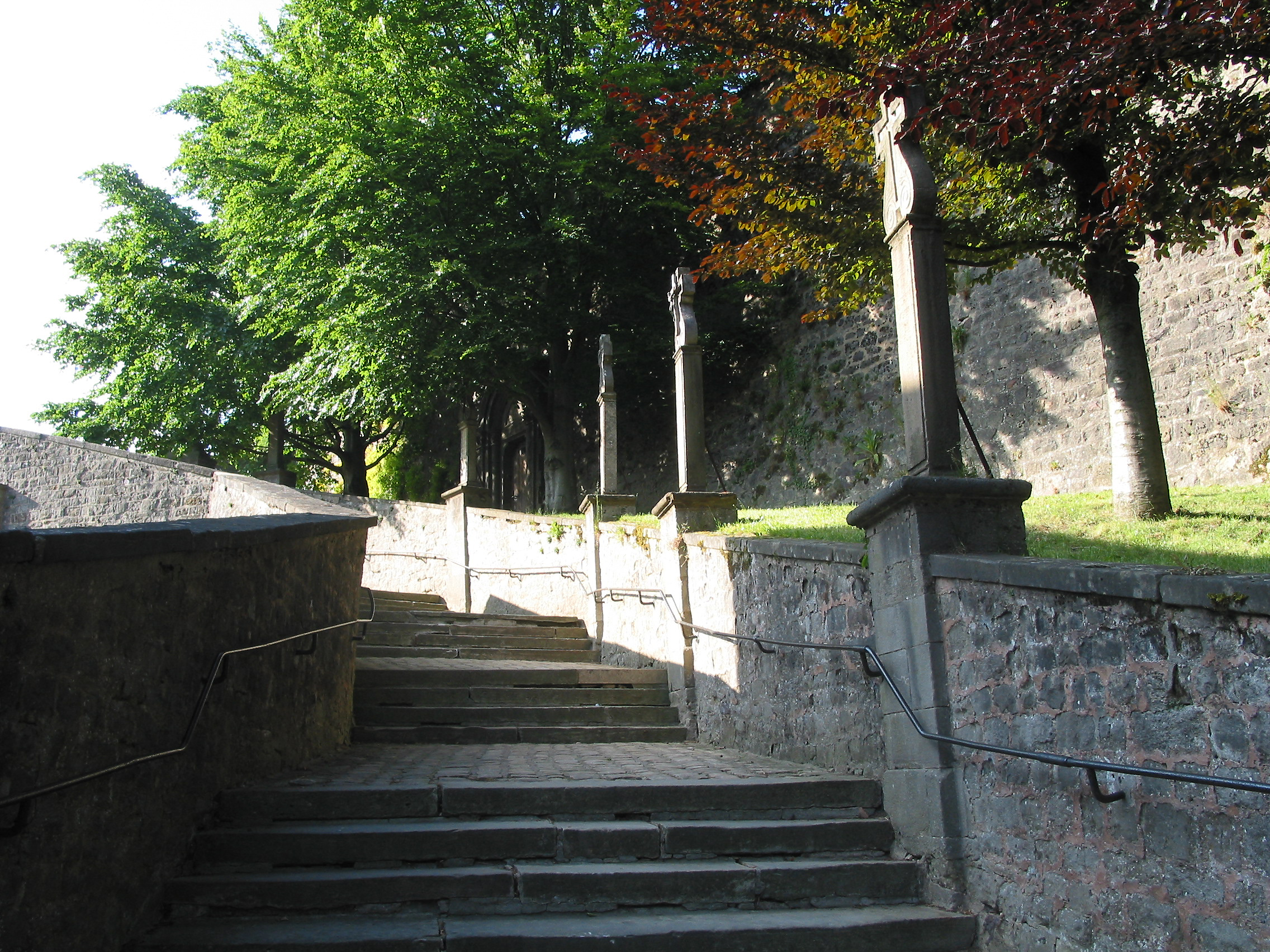
Kruisweg bij Sint-Donatuskerk
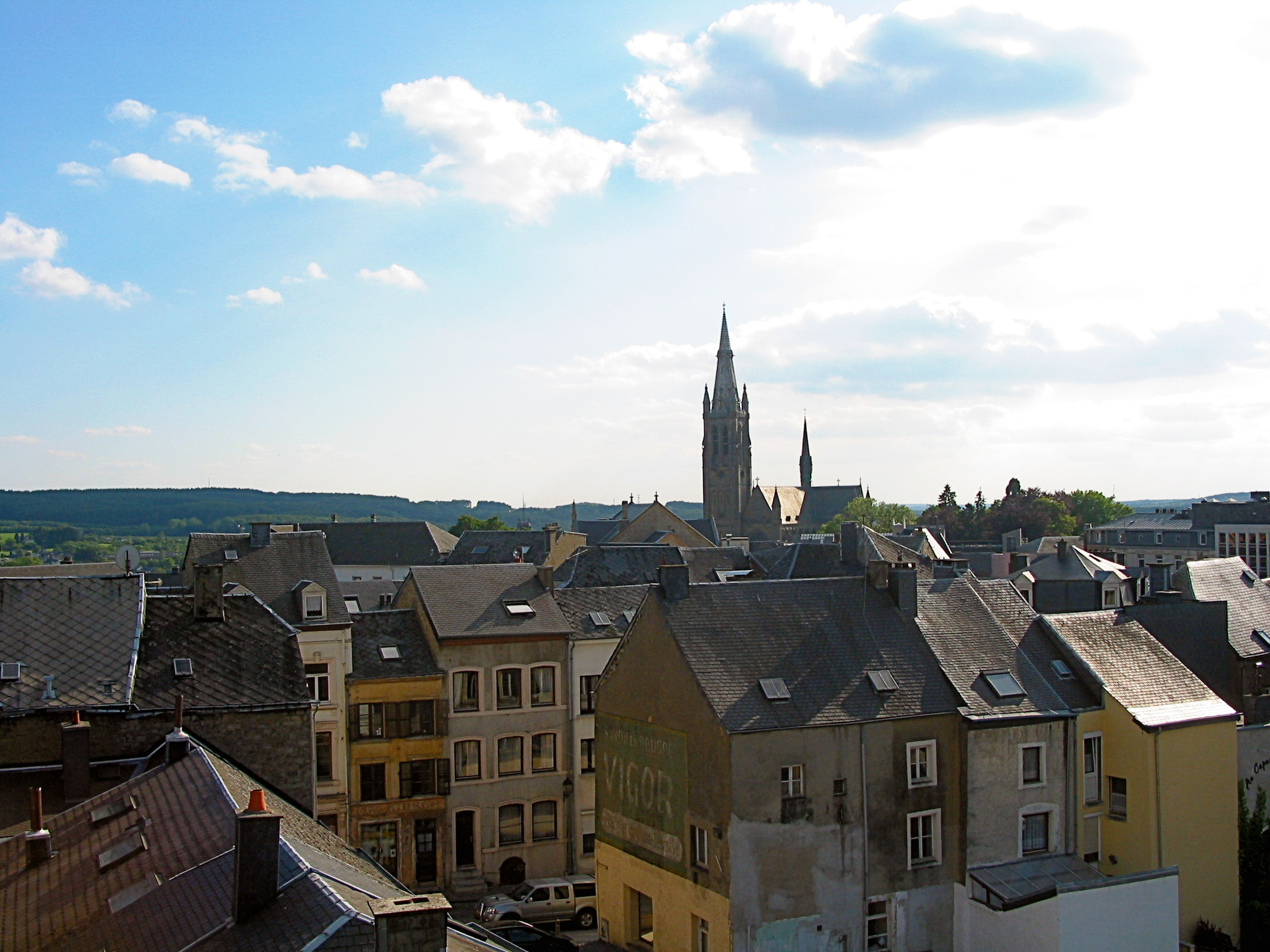
Daken van de stad, met de toren van de Sint-Maartenskerk
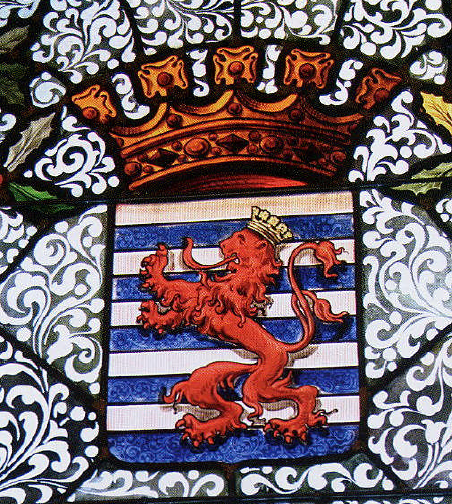
Wapen van Aarlen op een glasraam van het stadhuis
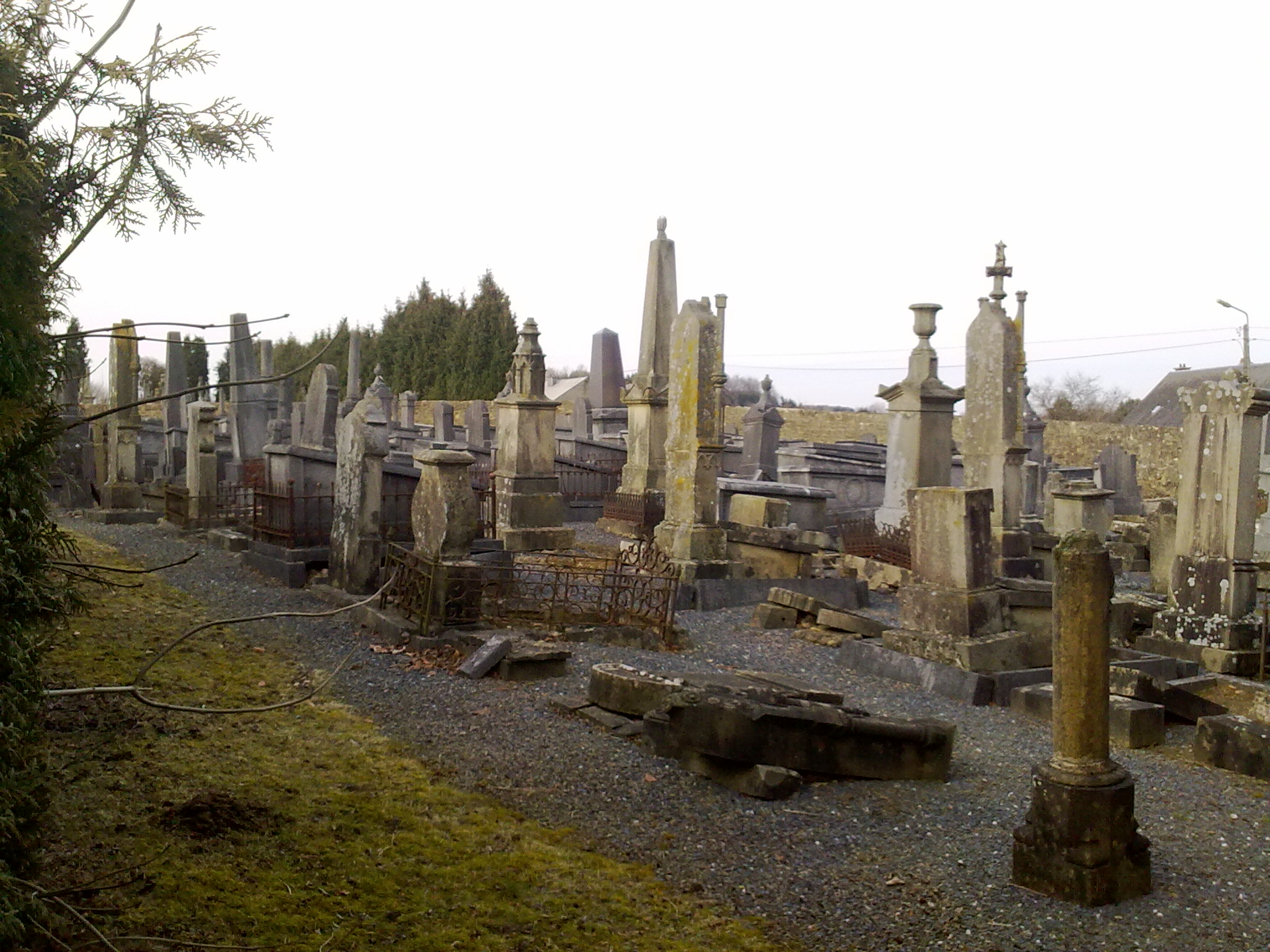
Joods kerkhof

## Politiek
Burgemeesters van Aarlen waren:
- Pierre Hollenfeltz
- 1880-1901 : Joseph Netzer
- 1901-1921 : Numa Ensch-Tesch
- 1921-1949 : Paul Reuter
- 1949-1958 : Jules Massonnet
- 1958-1976 : Charles Simon
- 1977-1988 : Jean Goffinet
- 1989-1992 : Guy Larcier
- 1993-1994 : Jean Goffinet
- 1995-2006 : Guy Larcier
- 2007-2012 : Raymond Biren
- 2013-heden : Vincent Magnus

### Resultaten gemeenteraadsverkiezingen sinds 1976
| Partij               | Partij                                         | 10-10-1976 | 10-10-1976 | 10-10-1982 | 10-10-1982 | 9-10-1988 | 9-10-1988 | 9-10-1994 | 9-10-1994 | 8-10-2000 | 8-10-2000 | 8-10-2006 | 8-10-2006 | 14-10-2012 | 14-10-2012 | 14-10-2018 | 14-10-2018 | 13-10-2024 | 13-10-2024 |
| Stemmen / Zetels     | Stemmen / Zetels                               | %          | 27         | %          | 27         | %         | 27        | %         | 27        | %         | 27        | %         | 29        | %          | 29         | %          | 29         | %          | 31         |
| -------------------- | ---------------------------------------------- | ---------- | ---------- | ---------- | ---------- | --------- | --------- | --------- | --------- | --------- | --------- | --------- | --------- | ---------- | ---------- | ---------- | ---------- | ---------- | ---------- |
|                      | PSC1 / UC2 / CDH3 / Arlon 20304                | 33,591     | 9          | 37,712     | 11         | 311       | 9         | 34,951    | 11        | 29,791    | 9         | 40,053    | 12        | 37,173     | 11         | 39,094     | 12         | 41,604     | 14         |
|                      | PS1 / Bourgmestre2 / Pour vouS3 / PS-Citoyens4 | 25,91      | 7          | 23,771     | 7          | 26,881    | 8         | 28,711    | 8         | 26,151    | 8         | 30,362    | 9         | 26,11      | 8          | 15,683     | 4          | 15,074     | 4          |
|                      | ECOLO1/Ecolo+2                                 | -          |            | 4,841      | 0          | 5,931     | 1         | 6,891     | 1         | 12,851    | 3         | 9,481     | 2         | 15,161     | 4          | 22,802     | 7          | 17,762     | 5          |
|                      | PRL1/ MR2 / MRMC3                              | 21,931     | 6          | 30,381     | 9          | 26,221    | 7         | 24,191    | 7         | 25,451    | 7         | 20,112    | 6         | 21,582     | 6          | 22,432     | 6          | 25,573     | 8          |
|                      | GERONS                                         | -          |            | -          |            | 9,97      | 2         | 5,27      | 0         | -         |           | -         |           | -          |            | -          |            | -          |            |
|                      | UDC                                            | 18,58      | 5          | -          |            | -         |           | -         |           | -         |           | -         |           | -          |            | -          |            | -          |            |
| Anderen*             | Anderen*                                       | -          |            | 3,3        | 0          | -         |           | -         |           | 5,75      | 0         | -         |           | -          |            | -          |            | -          |            |
| Totaal stemmen       | Totaal stemmen                                 | 15099      | 15099      | 15383      | 15383      | 15559     | 15559     | 15754     | 15754     | 16573     | 16573     | 17206     | 17206     | 17345      | 17345      | 18144      | 18144      | 17327      | 17327      |
| Opkomst %            | Opkomst %                                      |            |            |            |            | 92,88     | 92,88     | 91,88     | 91,88     | 92,14     | 92,14     | 91,69     | 91,69     | 87,67      | 87,67      | 89,18      | 89,18      | 85,82      | 85,82      |
| Blanco en ongeldig % | Blanco en ongeldig %                           | 4,09       | 4,09       | 6,44       | 6,44       | 5,98      | 5,98      | 6,07      | 6,07      | 9,03      | 9,03      | 7,53      | 7,53      | 7,92       | 7,92       | 9,26       | 9,26       | 8,75       | 8,75       |

(*) 1982: JEUNE (2%), UDRT (1,3%) / 2000: R.L. (4,21%), UDDU (1,54%)
De meerderheid wordt vet aangegeven. De grootste partij is in kleur.

## Demografie

### Demografische evolutie
- Bron:NIS - Opm:1831 t/m 1970=volkstellingen op 31 december; 1976= inwonertal per 31 december

### Demografische evolutie van de fusiegemeente
Alle historische gegevens hebben betrekking op de huidige gemeente, inclusief deelgemeenten, zoals ontstaan na de fusie van 1 januari 1977.
- Bronnen:NIS, Opm:1831 tot en met 1981=volkstellingen; 1990 en later= inwonertal op 1 januari

| Inwoners van jaar tot jaar op 1 januari 1992 tot heden | Inwoners van jaar tot jaar op 1 januari 1992 tot heden | Inwoners van jaar tot jaar op 1 januari 1992 tot heden |
| jaar                                                   | Aantal                                                 | Evolutie: 1992=index 100                               |
| ------------------------------------------------------ | ------------------------------------------------------ | ------------------------------------------------------ |
| 1992                                                   | 23.647                                                 | 100,0                                                  |
| 1993                                                   | 23.893                                                 | 101.0                                                  |
| 1994                                                   | 23.928                                                 | 101,2                                                  |
| 1995                                                   | 24.172                                                 | 102,2                                                  |
| 1996                                                   | 24.417                                                 | 103,3                                                  |
| 1997                                                   | 24.520                                                 | 103,7                                                  |
| 1998                                                   | 24.511                                                 | 103,7                                                  |
| 1999                                                   | 24.685                                                 | 104,4                                                  |
| 2000                                                   | 24.791                                                 | 104,8                                                  |
| 2001                                                   | 25.008                                                 | 105,8                                                  |
| 2002                                                   | 25.261                                                 | 106,8                                                  |
| 2003                                                   | 25.569                                                 | 108,1                                                  |
| 2004                                                   | 25.766                                                 | 109,0                                                  |
| 2005                                                   | 25.986                                                 | 109,9                                                  |
| 2006                                                   | 26.367                                                 | 111,5                                                  |
| 2007                                                   | 26.548                                                 | 112,3                                                  |
| 2008                                                   | 26.935                                                 | 113,9                                                  |
| 2009                                                   | 27.466                                                 | 116,2                                                  |
| 2010                                                   | 27.763                                                 | 117,4                                                  |
| 2011                                                   | 27.986                                                 | 118,3                                                  |
| 2012                                                   | 28.289                                                 | 119,6                                                  |
| 2013                                                   | 28.520                                                 | 120,6                                                  |
| 2014                                                   | 28.759                                                 | 121,6                                                  |
| 2015                                                   | 29.016                                                 | 122,7                                                  |
| 2016                                                   | 29.274                                                 | 123,8                                                  |
| 2017                                                   | 29.585                                                 | 125,1                                                  |
| 2018                                                   | 29.733                                                 | 125,7                                                  |
| 2019                                                   | 29.858                                                 | 126,3                                                  |
| 2020                                                   | 30.081                                                 | 127,2                                                  |
| 2021                                                   | 30.393                                                 | 128,5                                                  |
| 2022                                                   | 30.818                                                 | 130,3                                                  |
| 2023                                                   | 31.222                                                 | 132,0                                                  |
| 2024                                                   | 31.310                                                 | 132,4                                                  |
| 2025                                                   | 31.492                                                 | 133,2                                                  |

## Cultuur
In Aarlen en het omringende land was de volkstaal van oudsher het Luxemburgs, dat ook in het aangrenzende Groothertogdom Luxemburg wordt gesproken. In 1990 heeft de Franse Gemeenschap de streektalen op haar grondgebied erkend, waaronder het Luxemburgs, echter zonder verdere maatregelen te nemen. Hoewel in de stad Aarlen de taal bijna uitsluitend door bezoekers uit de streek en het groothertogdom gesproken wordt heeft het gemeentebestuur van Aarlen veel straatnamen tweetalig of eentalig Luxemburgs gemaakt. De Duits- en Luxemburgstalige naam van de stad is Arel; in het Waals is dit Årlon. De stad zelf is naast de historische banden ook op Luxemburg gericht: veel bewoners werken in de financiële sector in Luxemburg. Luxemburgse inwoners komen er vaak shoppen omwille van de lagere prijzen, met name bij de IKEA in Sterpenich en de meubelboulevards. Dit vertaalt zich dan in een naar Waalse maatstaven hogere gemiddelde huizenprijs.

## Stedenbanden
- Diekirch (Luxemburg)
- Saint-Dié-des-Vosges (Frankrijk)
- Bitburg (Duitsland)
- Sulphur (Verenigde Staten)
- Market Drayton (Verenigd Koninkrijk)

Bitburg, Diekirch en Arlon hebben alle drie deel uitgemaakt van het historische Hertogdom Luxemburg, en liggen in het historische Luxemburgse taalgebied.